# Doddie Weir Cup
Doddie Weir Cup è un premio internazionale di rugby a 15 annualmente in palio tra le squadre nazionali maschili di Galles e Scozia.

## Storia
La sfida tra Galles e Scozia non aveva una proprio denominazione e un proprio trofeo, per questo le due federazioni si accordarono per poter dare un riconoscimento accessorio alla loro sfida durante il Sei Nazioni.
Il trofeo è dedicato all'ex giocatore scozzese Doddie Weir, cui è stata diagnosticata la sclerosi laterale amiotrofica, scopo del trofeo è proprio quello di raccogliere fondi contro questa malattia, poiché parte dell'incasso della vendita dei biglietti delle partite è destinata alla ricerca scientifica.
Inizialmente ci sono state delle critiche poiché, secondo gli osservatori, la quota dei proventi riservata alla lotta contro la SLA era troppo bassa. In seguito a queste polemiche le due federazioni hanno alzato la percentuale del ricavato destinata alla beneficenza.
Il trofeo viene assegnato in occasione dell'incontro tra le due nazionali nel calendario del Sei Nazioni, tuttavia è possibile anche (tramite accordo tra le due federazioni interessate) che il trofeo venga assegnato anche in occasione dei test match autunnali, qualora fosse previsto un incontro tra Galles e Scozia. Il primo incontro si è tenuto proprio in occasione dei test match di fine anno del 2018, e si è concluso con la vittoria dei gallesi.

## Trofeo
Il trofeo è realizzato da Hamilton and Inches di Edimburgo.
Presenta un design molto classico, con la forma a coppa alta e stretta e due manici laterali che ricordano le grandi orecchie a sventola di Doddie Weir.
Il diretto interessato si è detto estremamente soddisfatto della realizzazione del trofeo.

## Albo d'oro

### Vincitori
| Data             | Contesto         | Città                         | Risultato             | Vincitrice |
| ---------------- | ---------------- | ----------------------------- | --------------------- | ---------- |
| 3 novembre 2018  | Test match       | Millennium Stadium, Cardiff   | Galles — Scozia 21-10 | Galles     |
| 9 marzo 2019     | Sei Nazioni 2019 | Murrayfield, Edimburgo        | Scozia — Galles 11-18 | Galles     |
| 31 ottobre 2020  | Sei Nazioni 2020 | Parc y Scarlets, Llanelli     | Galles — Scozia 10-14 | Scozia     |
| 13 febbraio 2021 | Sei Nazioni 2021 | Murrayfield, Edimburgo        | Scozia — Galles 24-25 | Galles     |
| 12 febbraio 2022 | Sei Nazioni 2022 | Principality Stadium, Cardiff | Galles — Scozia 20-17 | Galles     |
| 11 febbraio 2023 | Sei Nazioni 2023 | Murrayfield, Edimburgo        | Scozia — Galles 35-7  | Scozia     |
| 3 febbraio 2024  | Sei Nazioni 2024 | Principality Stadium, Cardiff | Galles — Scozia 26-27 | Scozia     |
| 8 marzo 2025     | Sei Nazioni 2025 | Murrayfield, Edimburgo        | Scozia — Galles 35-29 | Scozia     |

### Vittorie per trofeo
| Squadra | Vittorie | Edizioni               |
| ------- | -------- | ---------------------- |
| Galles  | 4        | 2018, 2019, 2021, 2022 |
| Scozia  | 4        | 2020, 2023, 2024, 2025 |